# Referéndum de independencia de Azerbaiyán de 1991
El referéndum de independencia de Azerbaiyán de 1991 fue un referéndum ocurrido en la ex República Socialista Soviética de Azerbaiyán el 29 de diciembre de 1991, tres días después de la disolución de la Unión Soviética, sobre su independencia de dicho país. El resultado fue de un 99.8% a favor. La participación del 95.3% del electorado.

## Resultados
| Elección                | Votos     | %    |
| ----------------------- | --------- | ---- |
| A favor                 | 3,735,398 | 99.8 |
| En contra               | 9,068     | 0.2  |
| Votos en blanco/nulos   | 6,708     | –    |
| Total                   | 3,751,174 | 100  |
| Participación electoral | 3,751,174 | 95.3 |
| Fuente: Nohlen et al.   |           |      |